# 空への手紙
『空への手紙』（そらへのてがみ）は、福田素子の漫画作品、及びそれを原作とした昼ドラマ化作品である。

## 概要
講談社「BE・LOVEブライダル」→（休刊に伴い）「BE・LOVE」に連載されていた。院内学級における教師と生徒とのストーリーである。
2015年、青泉社『ありがとうの涙（ミステリーサラ2015年9月号増刊）』に再録された。

## 登場人物
野坂陽子
旧姓、大空。低学年1、2、3年生担当。ベテランの教師であり泉の良きアドバイザーでもある。赴任当初に受け持った生徒の東修平から当時の苗字から「空先生」と渾名で呼ばれた事で、それ以降の愛称として呼ばれるようになった。
大空進
野坂陽子の恋人で後に夫になる。
森下泉
高学年4、5、6年生担当の甲斐先生が産休の為に代わりの教師として入った教師歴2年の女性。慣れない病気もちの生徒達に馴染めない事に悩んでいる。趣味は水泳とパティシエになりたかったというお菓子作り。
啓太
小児病棟科にボランティアに来る男性。過去に急性リンパ性白血病を患い、旧姓、大空先生から教授された経歴を持っている。
高崎弘也
4年。筋ジストロフィー。ゲームと理科が好きな頑張り屋。
浅田真希
4年。再生不良性貧血。手芸が趣味。入退院が多く、学習空白が多い。
中本竜樹
5年。気管支喘息。プラモデルとパソコンで絵を描くことが好き。入退院が多いが、家庭教師で学習をサポートをしている。前の学校の事を気にする事もある。
小谷良子
6年。心臓病。ピアノと読書が趣味。真面目だが算数が苦手。

## テレビドラマ
1999年6月7日 - 7月30日にTBS「花王 愛の劇場」枠にて放送された。全40話。

### キャスト
- 大空陽子 - 有森也実
- 大空珠美 - 伊倉愛美
- 田代巌 - 橋本功
- 田代里子 - 大森暁美
- 波田野海人 - 愛川欽也
- 須藤映子 - 新海百合子
- 小沼チエ子 - 小柳友貴美
- 大滝あかね - 西島愛
- 福本昌也 - 柴田卓也
- 栗田明美 - 百瀬茉莉奈
- 遠山勇 - 松川尚瑠輝
- 東修平 - 佐川寿光
- 久保孝夫 - 藤間宇宙
- 菊田校長先生 - 岩田博行
- 榎本由希
- 斉藤あきら
- 辻井江実子
- 順子先生 - いうたさなえ
- 河合永吉 - 赤塚真人
- 沢口伸彦 - 丹羽貞仁
- 古屋保 - 俵一
- 遠山美和子 - 福家美峰
- 石田一樹 - 真瀬こう介（現・真瀬皓介）
- 石田さつき - 和泉ちぬ
- 高橋かすみ
- 藤井京子
- 東文恵 - 冬雁子
- 野添義弘
- 池上正枝 - 桑田和美
- 池上京子 - 山岸里紗
- 流次 - 宮内敦士
- 児島桂子
- 木谷匡勝
- 林秀樹
- 阿部義彦 - 山内秀一
- 春日宏美
- 三浦リカ
- 荒木優騎
- 井上浩
- 森沢太郎 - 塩川紘基
- 磯秀明
- 橋村琢哉
- 上田友成 - 岩渕幸弘
- 石坂洋行 - 海宝直人
- 矢野栄治
- 工藤千草
- 岡真志
- 石坂伸子 - 川俣しのぶ
- 上田民世 - 西牟田恵
- 岡崎カンゴ - 貴山侑哉
- 石坂雅之 - 美角優介
- 原野哲也 - 上垣寛朗
- 佐野珠美
- 上野潤
- 舟田走
- 関川慎二
- 松尾先生 - 西尾まり

### スタッフ
- 監督 - 鈴木晴之
- 助監督 - 大塚徹
- 脚本 - 清水喜美子
- 記録 - 竹田宏子
- 演出補 - 松谷卓也
- プロデューサー - 高橋泰、赤坂幸隆、内丸摂子(東阪企画)
- 企画協力 - 鐘江稔（MBS企画）
- 制作協力 - 東阪企画
- 制作 - TBS、総合企画アンテンヌ

### 主題歌
- 『この空の下で…』

作詞 - 鍋田幸子 / 作曲 - 小島健二 / 編曲 - 青柳誠 / 歌 - 栗林みえ（現・栗林三枝）
| TBS 花王 愛の劇場                       | TBS 花王 愛の劇場                   | TBS 花王 愛の劇場                      |
| 前番組                                  | 番組名                              | 次番組                                 |
| --------------------------------------- | ----------------------------------- | -------------------------------------- |
| はれ時々くもり （1999.4.12 - 1999.6.4） | 空への手紙 （1999.6.7 - 1999.7.30） | 大好き!五つ子 （1999.8.2 - 1999.9.10） |